# Nauruisch-portugiesische Beziehungen
Die nauruisch-portugiesischen Beziehungen beschreiben das zwischenstaatliche Verhältnis zwischen Nauru und Portugal. Die Länder unterhalten seit 1984 direkte diplomatische Beziehungen. Die Beziehungen sind problemfrei, dabei jedoch sehr schwach ausgebildet, da kaum Berührungspunkte bestehen. Es sind weder portugiesische Staatsbürger in Nauru (Zahlen von 2005) noch Bürger Naurus in Portugal (Zahlen von 2015) gemeldet.

## Geschichte
Vermutlich sind die portugiesischen Seefahrer nicht in das pazifische Gebiet um Nauru gekommen, zumindest sind keine Dokumente bekannt, nach denen die Inseln gesichtet wurden. Ohnehin blieb die Region für die Portugiesen uninteressant, da sie nach dem Vertrag von Saragossa überwiegend in die spanische Sphäre fielen, so dass keine portugiesische Motivation bestand, hier eigene Stützpunkte einzurichten.
Erst 1798 sichteten die Briten die Inseln als erste Europäer. Nauru blieb in britischem, ab 1888 in deutschem und ab 1914 in australischem Besitz, bis zu seiner Unabhängigkeit 1968.
1984 nahmen Nauru und Portugal direkte diplomatische Beziehungen auf.
1999 wurde Nauru Vollmitglied der Vereinten Nationen. Damit waren Portugal und Nauru erstmals Partner in einer gemeinsamen Organisation.
Die Länder haben seither weder gegenseitige Botschaften eröffnet noch hat sich ein Vertreter im jeweils anderen Land akkreditiert (Stand 2019).

## Diplomatie
Weder unterhält Portugal eine eigene Botschaft in Nauru noch besteht eine Vertretung Naurus in Portugal. Auch gegenseitige Konsulate bestehen nicht.
Für Nauru ist die portugiesische Botschaft in Australien zuständig, während Nauru keinerlei Vertretung außerhalb Asiens und Ozeaniens führt. (Alles Stand 2019)

## Wirtschaft
Zwischen Nauru und Portugal findet aktuell kein zählbarer Handel statt (Stand Ende 2016). So weist die portugiesische Außenhandelskammer AICEP in ihren Statistiken Zahlen zu weltweit allen Ländern aus, mit denen Portugal Handel treibt, ohne zu Nauru Zahlen anzugeben. Zuständig ist die AICEP-Niederlassung in der australischen Hauptstadt Canberra.